# Hronské Kľačany
Hronské Kľačany este o comună slovacă, aflată în districtul Levice din regiunea Nitra. Localitatea se află la altitudinea de 163 m deasupra n.m., se întinde pe o suprafață de 7,88 km2 și în 2017 număra 1.429 de locuitori.

## Istoric
Localitatea Hronské Kľačany este atestată documentar din 1275.

## Demografie
| An:                | 1994 | 2004   | 2014   | 2024   |
| ------------------ | ---- | ------ | ------ | ------ |
| Număr de persoane: | 1495 | 1438   | 1451   | 1400   |
| Diferență:         |      | −3,81% | +0,90% | −3,51% |

| An:                | 2023 | 2024   |
| ------------------ | ---- | ------ |
| Număr de persoane: | 1394 | 1400   |
| Diferență:         |      | +0,43% |